# 교바시역 (오사카부)
교바시역(일본어: 京橋駅, きょうばしえき)은 일본 오사카부 오사카시 미야코지마구 및 조토구에 있는 서일본여객철도(JR 서일본), 게이한 전기철도, 오사카시 고속 전기궤도(오사카 메트로)의 역이다.
게이한 전기철도의 역 번호는 KH04, 오사카 메트로 역 번호는 N22이다. JR 서일본 역의 상징 꽃은 "코스모스"이다.
3역 모두에서 ICOCA 및 PiTaPa를 이용할 수 있다. JR의 역에서는 J스루 카드, Suica, Toica도, 게이한과 지하철의 역에서는 스룻토 간사이 대응의 각종 카드도 이용 가능하다.

## 이용 가능한 철도 노선
- 서일본 여객철도(JR 서일본)
  - 오사카 순환선
  - JR 도자이 선
  - 가타마치 선 (갓켄토시 선)
  - JR 도자이 선과 가타마치 선은 직통 운전이 이루어지고 있음.
- 게이한 전기 철도
  - 본선
- 오사카시 고속 전기궤도
  - 나가호리쓰루미료쿠치 선(N22)

## 역 구조

### 서일본 여객철도 (JR 서일본)
2면 2선의 상대식 승강장이 있는 고가역 부분에서는 오사카 순환선의 열차가, 2면 2선의 단선식 승강장이 있는 지상역 부분에서는 갓켄토시 선과 JR 도자이 선의 열차가 발착한다. 덧붙여, 오사카 순환선에 직통하는 간사이 공항·기슈지 쾌속은 낮 시간대에 이 역에서 시종착한다.
개찰구는 오사카 순환선 승강장의 북측에 있는 북쪽 개찰구와, JR 도자이 선·갓켄토시 선의 서행 열차 (남측) 승강장에 접하고 있는 남쪽 개찰구, JR 도자이 선·갓켄토시 선 승강장의 서측에 있는 서쪽 개찰구 등 세 곳에 존재한다. 가장 큰 개찰구는 북쪽 개찰구이지만, 역장실이 있는 본 역사는 남쪽 개찰구 쪽에 있다. 서쪽 개찰구는 다이에이 교바시 점과 접속하고 있으며, 서쪽 개찰구를 통하여 게이한 교바시 역 방면으로 가는 경우 다이에이 교바시 점 내의 자유 통로를 건너가면 된다. 또, 오사카 비즈니스 파크 방면에의 보행자 데크가 있어, 비오는 날에도 우산 없이 빌딩에 도착할 수 있도록 되어있다.

#### 승강장
(지상, JR 도자이 선·가타마치 선)

↑ 아마가사키 방면
１ |   ２ |
기즈 방면 ↓
(고가, 오사카 순환선)

↑ 오사카 방면
３ | | ４
덴노지 방면 ↓
| JR 도자이 선·갓켄토시 선 승강장 (지상) |                                                 |                                                 |
| 1                                      | ■ JR 도자이 선                                  | 기타신치・아마가사키・다카라즈카・산노미야 방면 |
| 2                                      | ■ 갓켄토시 선                                   | 시조나와테・마쓰이야마테・기즈 방면             |
| 2                                      | ■ 오사카히가시 선 경유·■ 야마토지 선 직통쾌속   | 하나텐・규호지・오지・나라 방면                 |
| 오사카 순환선 승강장 (고가)            |                                                 |                                                 |
| 3                                      | ■ 오사카 순환선 (내선 순환)                     | 오사카・니시쿠조・벤텐초 방면                   |
| 3                                      | ■ JR 유메사키 선 직통                           | 유니버설시티・사쿠라지마 방면                   |
| 3                                      | ■ 간사이 공항선 직통 (간사이 공항 쾌속)         | 히네노・간사이 공항 방면                        |
| 3                                      | ■ 한와 선 직통 (기슈지 쾌속 등)                 | 오토리・히네노・와카야마 방면                   |
| 3                                      | ■ 야마토지 선 직통 (구간 쾌속·야마토지 쾌속 등) | 규호지・오지・나라 방면                         |
| 4                                      | ■ 오사카 순환선 (외선 순환)                     | 쓰루하시・덴노지・신이마미야 방면               |

비고
- 오사카 순환선 승강장은 전선 내에서 유일하게 번호가 매겨지지 않다가, 2008년 3월부터 내선을 3번, 외선을 4번이라고 붙였다.
- 3·4번 승강장에는 에스컬레이터 및 엘리베이터가 설치되어 있지만, 1번 승강장은 상행 에스컬레이터만, 2번 승강장에는 엘리베이터만 설치되어 있다.
- 나라 방면의 직통쾌속은 4편 모두 RH 시간대에만 운영된다. 또, 야간 시간대에는 갓켄토시 선 마쓰이야마테·기즈 경유로 나라까지 가는 열차 편도 소수 존재한다.

### 게이한 전기 철도
2면 4선의 섬식 승강장이 있는 고가역으로 역 빌딩으로 감싸인 형태이다.
개찰구는 JR 교바시 역 방향의 중앙 개찰구 (1층), 요도야바시 방향의 가타마치 개찰구 (2층), 게이한 몰 연결 (영업 시간대만) 개찰구 (3층) 등 세 곳에 존재한다. 플랫폼은 4층이며, 중앙 개찰구로부터 데마치야나기 방면의 플랫폼에 직결하는 에스컬레이터가 설치되어 있다.

#### 승강장
| 1 | ■ 게이한 본선 (상행 B선) | 히라카타시・주쇼지마・산조・데마치야나기 방면 (보통 열차)        |
| 2 | ■ 게이한 본선 (상행 A선) | 히라카타시・주쇼지마・산조・데마치야나기 방면 (주로 보통 이외에) |
| 3 | ■ 게이한 본선 (하행 A선) | 요도야바시・나카노시마 방면                                      |
| 4 | ■ 게이한 본선 (하행 B선) | 요도야바시・나카노시마 방면                                      |

### 오사카시 고속 전기궤도
1면 2선의 섬식 승강장이 있는 지하역. 개찰구는 1개소.
플랫폼은 지하 3층으로, 지하 2층에 콩코스가 있으며, 콩코스는 지하가의 컴즈 가든과 직결되어 있다. 덧붙여, 이 역 전후의 나가호리쓰루미료쿠치 선은 게이한 본선이 예전에 달렸던 도로의 밑을 지나고 있다.
이 역의 디자인 테마는 소재하는 미야코지마 구의 구화인 벚꽃이다. 콩코스에는 벚꽃 모양의 타일을 벽면에 붙여놓았다.

#### 승강장
| 1 | 나가호리쓰루미료쿠치 선 | 가도마미나미 방면       |
| 2 | 나가호리쓰루미료쿠치 선 | 신사이바시・다이쇼 방면 |

## 역 주변
역 주변은 환락가나 상점가가 다수 위치하고 있는 번화한 곳이다.

## 이용 상황
| 연도별 1일 평균 하차 승차 인원 | 연도별 1일 평균 하차 승차 인원 | 연도별 1일 평균 하차 승차 인원 | 연도별 1일 평균 하차 승차 인원 | 연도별 1일 평균 하차 승차 인원 | 연도별 1일 평균 하차 승차 인원 | 연도별 1일 평균 하차 승차 인원 | 연도별 1일 평균 하차 승차 인원 |
| 연도                           | JR 서일본                      | 게이한 전기 철도               | 게이한 전기 철도               | 게이한 전기 철도               | 오사카시 고속 전기궤도         | 오사카시 고속 전기궤도         | 오사카시 고속 전기궤도         |
| 연도                           | 1일 평균 승차 인원             | 특정일                         | 특정일                         | 1일 평균 승차 인원             | 특정일                         | 특정일                         | 특정일                         |
| 연도                           | 1일 평균 승차 인원             | 하차 인원                      | 승차 인원                      | 1일 평균 승차 인원             | 조사일                         | 하차 인원                      | 승차 인원                      |
| ------------------------------ | ------------------------------ | ------------------------------ | ------------------------------ | ------------------------------ | ------------------------------ | ------------------------------ | ------------------------------ |
| 1990년                         | 166,315                        | 231,038                        | 114,757                        | 122,961                        | 11/6                           | 21,702                         | 11,095                         |
| 1991년                         | 154,725                        | -                              | -                              | 138,387                        | -                              | -                              | -                              |
| 1992년                         | 157,792                        | 246,770                        | 122,789                        | 126,210                        | -                              | -                              | -                              |
| 1993년                         | 158,254                        | -                              | -                              | 130,961                        | -                              | -                              | -                              |
| 1994년                         | 158,103                        | -                              | -                              | 129,536                        | -                              | -                              | -                              |
| 1995년                         | 162,413                        | 242,253                        | 120,502                        | 129,668                        | 2/15                           | 27,604                         | 13,744                         |
| 1996년                         | 161,033                        | -                              | -                              | 128,847                        | -                              | -                              | -                              |
| 1997년                         | 154,563                        | -                              | -                              | 120,359                        | -                              | -                              | -                              |
| 1998년                         | 147,400                        | 209,152                        | 100,632                        | 115,815                        | 11/10                          | 34,233                         | 17,386                         |
| 1999년                         | 145,039                        | -                              | -                              | 106,223                        | -                              | -                              | -                              |
| 2000년                         | 142,881                        | 203,302                        | 99,327                         | 103,709                        | -                              | -                              | -                              |
| 2001년                         | 142,874                        | -                              | -                              | 103,910                        | -                              | -                              | -                              |
| 2002년                         | 139,496                        | 198,239                        | 97,039                         | 101,187                        | -                              | -                              | -                              |
| 2003년                         | 139,577                        | 203,855                        | 100,150                        | 101,497                        | -                              | -                              | -                              |
| 2004년                         | 137,994                        | 197,809                        | 97,560                         | 99,143                         | -                              | -                              | -                              |
| 2005년                         | 138,142                        | 197,190                        | 97,225                         | 98,918                         | -                              | -                              | -                              |
| 2006년                         | 138,091                        | 193,794                        | 95,031                         | 97,942                         | -                              | -                              | -                              |
| 2007년                         | 135,857                        | 190,393                        | 93,436                         | 98,261                         | 11/13                          | 32,302                         | 16,145                         |
| 2008년                         | 135,158                        | 183,788                        | 90,571                         | 95,988                         | 11/11                          | 90,453                         | 45,646                         |
| 2009년                         | 130,987                        | 181,763                        | 89,643                         | 93,667                         | 11/10                          | 32,231                         | 16,118                         |
| 2010년                         | 130,359                        | 180,751                        | 90,127                         | 92,168                         | 11/9                           | 31,772                         | 15,935                         |
| 2011년                         | 130,355                        | 178,805                        | 88,447                         | 91,775                         | 11/8                           | 31,360                         | 15,590                         |
| 2012년                         | 130,045                        | 181,342                        | 89,746                         | 91,391                         | 11/13                          | 32,344                         | 16,163                         |
| 2013년                         | 130,931                        | 176,422                        | 87,173                         | 94,682                         | 11/19                          | 31,495                         | 15,739                         |
| 2014년                         | 129,700                        | 177,292                        | 87,533                         | 92,839                         | 11/11                          | 32,368                         | 16,174                         |
| 2015년                         | 130,765                        | 177,841                        | 87,997                         | 92,934                         | 11/17                          | 34,096                         | 17,097                         |
| 2016년                         | -                              | -                              | -                              | -                              | 11/8                           | 34,070                         | 17,041                         |

## 인접역
| 서일본여객철도 ● 오사카 순환선            | 서일본여객철도 ● 오사카 순환선                 | 서일본여객철도 ● 오사카 순환선    |
| ----------------------------------------- | ---------------------------------------------- | --------------------------------- |
| 오사카조코엔 쓰루하시·덴노지 방면         | 모든 정기 열차                                 | 사쿠라노미야 오사카·니시쿠조 방면 |
| 서일본여객철도 가타마치 선 ● JR 도자이 선 |                                                |                                   |
| 하나텐 기즈 방면                          | ● JR 도자이 선 ■ 쾌속·■ 구간쾌속               | 오사카조키타즈메 아마가사키 방면  |
| 하나텐 기즈 방면                          | ● 오사카히가시 선 경유 ■ 직통쾌속              | 오사카조키타즈메 아마가사키 방면  |
| 시기노 기즈 방면                          | ● 갓켄토시 선・● JR 도자이 선 ■ 보통           | 오사카조키타즈메 아마가사키 방면  |
| 서일본여객철도 가타마치 선 (구)           |                                                |                                   |
| 시기노 기즈 방면                          | ○ 구 갓켄토시 선 (1997년 폐지)                 | 가타마치 가타마치 방면            |
| 게이한 전기철도 ■ 나카노시마 선           |                                                |                                   |
| KH03 덴마바시 요도야바시 방면             | ■ 쾌속특급 (평일 상행만)                       | 시치조 KH37 데마치야나기 방면     |
| KH03 덴마바시 요도야바시 방면             | □ 라이너(구즈하 출발 요도야바시 행)            | 구즈하 KH24 데마치야나기 방면     |
| KH03 덴마바시 요도야바시 방면             | □ 라이너(히라카타시 출발 요도야바시 행) ■ 특급 | 히라카타시 KH21 데마치야나기 방면 |
| KH03 덴마바시 요도야바시 방면             | ■ 통근 쾌속 급행・■ 심야 급행                  | 네야가와시 KH17 데마치야나기 방면 |
| KH03 덴마바시 요도야바시 방면             | ■ 통근 준급행 (평일 하행만)                    | 가야시마 KH16 데마치야나기 방면   |
| KH03 덴마바시 요도야바시 방면             | ■ 쾌속 급행・■ 급행・■ 준급행・■ 구간급행      | 모리구치시 KH13 데마치야나기 방면 |
| KH03 덴마바시 요도야바시 방면             | ■ 보통                                         | 노에 KH05 데마치야나기 방면       |
| ■ 오사카 메트로 나가호리쓰루미료쿠치선    |                                                |                                   |
| N21 오사카 비즈니스 파크 다이쇼 방면      |                                                | 가모 4초메 N23 가도마미나미 방면  |